# Red Puentes
La Red Puentes es una asociación de ONG de América Latina y Europa para la promoción de la Responsabilidad Social Empresarial en Latinoamérica. Actualmente está compuesta por 52 instituciones de 8 países (Argentina, Brasil, Chile, España, Holanda, México, Perú, Uruguay) y promueve la Responsabilidad Social Empresarial en el continente americano. 
La Red Puentes propone promover el desarrollo de una cultura y prácticas de responsabilidad social empresarial, en los países latinoamericanos, considerando la perspectiva, visiones y derechos de sus sociedades civiles. 
Su fin es construir una concepción de RSE apropiados a las condiciones de los países latinoamericanos; y lograr que las organizaciones ciudadanas en cada país (laborales, indígenas, de mujeres, ambientalistas, consumidores, gremiales, comunitarias) incorporen el tema, contribuyendo al desarrollo de múltiples iniciativas de responsabilidad social empresarial.
Las instituciones que componen la Red tienen experiencia y programas de trabajo en asuntos laborales, medio ambiente, derechos humanos, mujer y género, sustentabilidad, salud, desarrollo económico y social, investigación económica y de corporaciones multinacionales. 